# 勝呂信静
勝呂 信静（勝呂 信靜、すぐろ しんじょう、1925年5月1日 - 2012年1月26日）は、日蓮宗の僧侶、仏教学者。

## 人物
東京都生まれ。父は勝呂智静。1948年東京帝国大学文学部印度哲学科卒。1987年「初期唯識説の研究」で東京大学文学博士。立正大学助教授、教授、96年定年退任、名誉教授。1991年東方学術賞受賞。法光山蓮昌寺住職。

## 著書
- 『昭和仏教全集 日蓮思想の根本問題 勝呂信静集』教育新潮社 1965
- 『初期唯識思想の研究』春秋社 1989
- 『法華経のおしえ日蓮のおしえ』大東出版社 大東名著選 1989
- 『法華経講義 法華三部経略講』日蓮宗新聞社 さだるま新書 1993
- 『法華経の成立と思想』大東出版社 1993
- 『法華入門』春秋社 仏教・入門シリーズ 1993
- 『ものがたり法華経』山喜房仏書林 1996
- 『勝呂信靜選集』全3巻　山喜房佛書林 2009-2011
第1 唯識思想の形成と展開　
第2 法華経の思想と形成　
第3 日蓮思想の根本論
- 『法華経のこころ日蓮聖人のこころ』日蓮宗新聞社 2012

### 共編著・校注
- 『日本の思想4 日蓮集』（田村芳朗編、浅井圓道と共訳注）、筑摩書房 1969
  - 新装版『日蓮 日本の仏教思想』1986 - 主な著作・書簡の対訳
- 『法華経の思想と展開 法華経研究』編 平楽寺書店 2001
- 『法鼓 勝呂智静日誓上人遺稿集』勝呂昌信共編 日蓮宗新聞社出版部編 法光山蓮昌寺 2002
- 『法華経名句1分3分5分法話実践講座』一島正真共監修 四季社 2004
- 『新国訳大蔵経 瑜伽・唯識部 11 摂大乗論釈』（無著 世親 玄奘訳）下川邊季由共校註 大蔵出版 2007

### 記念論文集
- 『勝呂信静博士古稀記念論文集』山喜房仏書林 1996

## 論文
- Cinii